# Ana Ranđelović
Ana Ranđelović, cyr. Ана Ранђеловић (ur. 29 lipca 1993) – serbska zapaśniczka walcząca w stylu wolnym. Zajęła piąte miejsce na mistrzostwach Europy w 2017. Srebrna medalistka mistrzostw śródziemnomorskich w 2014 i brązowa w 2012. Występuje również w grapplingu, brązowa medalistka MŚ w 2011 i 2012 roku.